# Логуа, Людмила Андреевна
Людмила Андреевна Логуа (10 декабря 1939, Сухуми, Абхазская АССР - 16 декабря 2013, Сухуми) — советская и абхазская  оперная певица (сопрано), музыкальный педагог и музыковед

. Первая абхазская оперная певица. Народная артистка Абхазии (1986).

## Биография
Первоначальное музыкальное образование получает  в Сухумском музыкальном училище.
Поступила в Тбилисскую консерваторию, где брала  уроки камерного пения у композитора Дмитрия Шведова.
Из Тбилиси, с третьего курса консерватории перевелась в Киевскую консерваторию (класс  к народной артистке Украины Марии Эдуардовне Донец-Тессейр.
После годичной стажировки в Большом театре Москвы несколько лет проработала в городе Самарканд в качестве ведущей солистки Самаркандского театра оперы и балета, под руководством  советского дирижера Бориса Хайкина.
С 1971 г. – солистка-вокалистка Абхазской государственной филармонии.
Преподавала в Сухумском музыкальном училище до 2000 года.
Во время войны 1992-93 гг. Людмила Логуа находилась в родном селе Пакуашь.
А после грузино-абхазского конфликта 1992-1993 у себя в квартире организовала салон для любителей музыки.

## Награды
В 1986 г. ей было присвоено звание Народной артистки Абхазии.
В марте 2004 г. за большие заслуги в развитии музыкального искусства Людмила Логуа была награждена орденом «Ахьдз-Апша III степени.

## Партии
В репертуаре  были арии:
- Баттерфляй («Мадам Баттерфляй» Д. Пуччини),
- Джильда («Риголетто» Д. Верди),
- Виолетта («Травиата» Д. Верди),
- Розина («Севильский цирюльник» Д. Россини),
- Марфа («Царская невеста» Н. Римского-Корсакова).

Подготовила специальную программу, состоящую из «Аве Мария» всех авторов (15 произведений)

Людмила Логуа исполнила партию главной героини Назиры в первой абхазской опере «Аламыс» композитора Дмитрия Шведова.
«Инициаторами создания «Аламыс» были дирижер Лев Джергения и Людмила Логуа. Опера имела эффект разорвавшейся бомбы. В ней были задействованы капелла и наш симфонический оркестр, танцевальные группы. Эта была грандиозная постановка. Она шла три премьерных дня. Первые дни пела Людмила Андреевна, вторую премьеру пела оперная певица Лена Джикирба. Мне там посчастливилось петь подружку главной героини. Я была очень молода, но небольшой сольный кусок достался и мне. Петь с такими исполнителями, как Людмила Логуа, Борис Амичба, Ардашьыл Авидзба, Томас Куакуаскир, Вилли Чакмач, Юрий Нармания, Рита Барганджия, Тото Аджапуа – безусловно, большой опыт. Многих из перечисленных артистов, к сожалению, уже нет в живых. Среди них и Людмила Андреевна Логуа. Ее уход большая потеря для Абхазии»  Манана Шамба.
Много выступала в концертном зале Пицундского храма, где в разное время она давала концерты церковной музыки вместе с  музыкантами-органистами, как Сергей Дижур, Олег Янченко, Александр Фисейский.

## Семья
Людмила Логуа происходила из  села Пакуаш, в семье   Андрея Логуа, в котором воспитывалось пятеро детей.
В Абхазии известен и брат Людмилы - Валерий Андреевич Логуа - кавалер ордена "Ахьдз-Апша" III степени, заслуженный работник физической культуры и спорта Абхазии. Долгие годы он проработал председателем Спорткомитета Абхазской АССР, а затем был директором Республиканской детско-юношеской спортивной школы.